# 赤柱灣

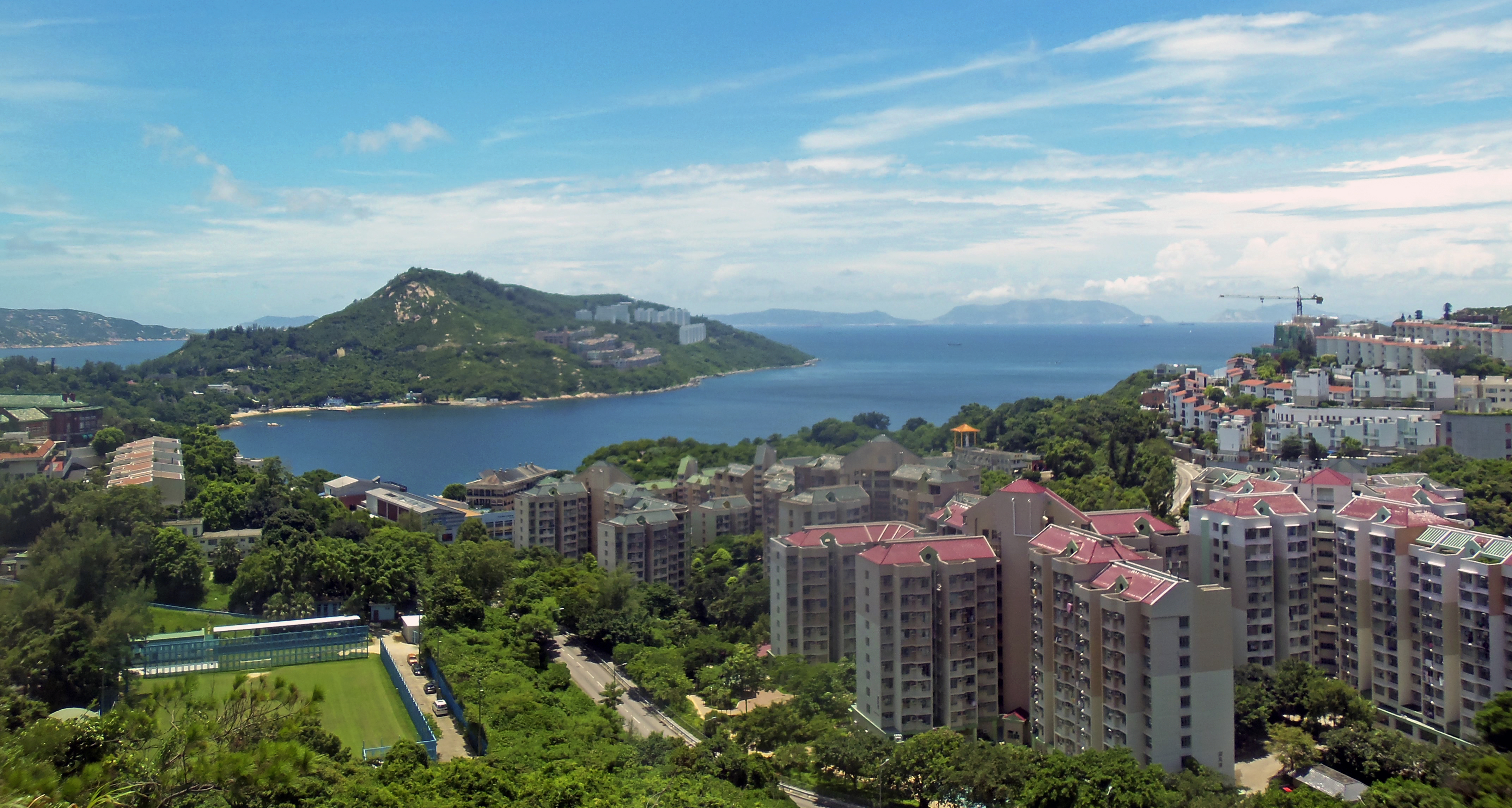
赤柱灣，遙望赤柱半島南部

赤柱灣（英語：Stanley Bay）是香港的一個海灣，位於香港島東南部，舂坎角半島與赤柱半島之間的海域。赤柱的聖士提反灣泳灘，位處於赤柱灣之東岸。而對出的赤柱卜公碼頭則座落赤柱灣之北部。

## 鄰近海灣
- 舂坎灣
- 大潭灣